# کفر هود
کفر هود (به عربی: کفر هود) یک روستا در سوریه است که در ناحیه مرکزی محرده واقع شده‌است. کفر هود ۲٬۷۳۶ نفر جمعیت دارد.